# کمبوت
کمبوت یا قمبوت نام روستایی در شرق لیبی است. جمعیت این روستا در سال ۲۰۰۶ میلادی، ۵٬۲۹۲ نفر بوده است.

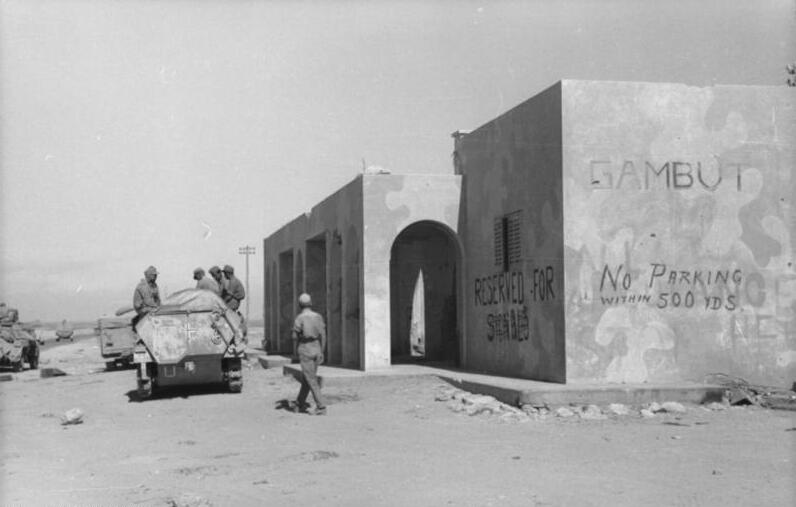
سربازان آلمانی در کمبوت، ۱۹۴۲ میلادی.